# الحلا (جبل)
جبل الحلا هو جبل كبير في السراة ويقع في محافظة بلقرن في منطقة عسير في المملكة العربية السعودية، ويرتفع أكثر من ألفي متر عن سطح البحر، وله قمة مستوية وعريضة تصلح لإقامة مطارٍ عليه.